# Jan Skrzetuski
Jan Skrzetuski este un personaj fictiv creat de autorul polonez Henryk Sienkiewicz în romanul Prin foc și sabie. Este un om de onoare, mereu credincios stăpânului său, ducele Jeremi Wiśniowiecki⁠(d). O iubește pe Helena Kurcewiczówna⁠(d), care a fost răpită de cazacul ucrainean Iuri Bohun⁠(d), care este de asemenea îndrăgostit de ea. Skrzetuski este cel mai bun prieten al lui Michał Wołodyjowski. Jan Skrzetuski se bazează parțial pe un personaj istoric, Mikołaj Skrzetuski, eroul polonez al asediului de la Zbaraj din 1649.
În filmul din 1999 Prin foc și sabie regizat de Jerzy Hoffman, Skrzetuski este interpretat de Michał Żebrowski⁠(d).

## Poveste
Jan Skrzetuski (pe baza modelului istoric al lui Mikołaj Skrzetuski, un colonel din Polonia Mare al clanului Jastrzębiec)  a fost un tânăr nobil polonez (șleahtic) care luptă sub drapelul casei Jastrzebiec în serviciul prințului Jeremi Wiśniowiecki⁠(d) ca locotenent al regimentului de husari. În 1647 se întorcea din Crimeea unde a fost trimis ca sol. Pe drum l-a salvat pe Bogdan Hmelnițki (fără să știe cine este) care a fost atacat de oamenii lui Daniel Czapliński⁠(d) deghizați în tătari. L-a lăsat pe Hmelnițki să plece și s-a dus la Ciîhîrîn. I-a întâlnit acolo pe Jan Onufry Zagłoba și pe Longinus Podbipięta, care i-au devenit prieteni. Câteva zile mai târziu, a plecat cu Podbipięta la Lubnî. S-au întâlnit pe drum cu prințesa Helena Kurcewicz⁠(d) și cu mătușa ei, o prințesă în vârstă. Skrzetuski și Helena s-au îndrăgostit unul de celălalt. Bătrâna prințesă a invitat soldații în casa lor din Rozłogi. În timpul festinului, Skrzetuski a aflat că Helena a fost promisă colonelului cazac Iuri Bohun. Skrzetuski a amenințat-o pe bătrâna prințesă Kurcewicz și a convins-o să-i dea mâna Helenei.
Curând, Skrzetuski a fost trimis de prințul Jeremi Wiśniowiecki la Siciul Zaporojean ca sol. În timpul misiunii a fost rănit și luat prizonier. A fost salvat de Hmelnițki, care a fost recunoscător pentru ajutorul anterior al lui Skrzetuski. Hmelnițki, însă, nu a fost de acord să-l elibereze imediat. Skrzetuski, ca prizonier, a asistat la înfrângerea Poloniei în Bătălia de la Żółte Wody.
Între timp, Bohun a descoperit trădarea bătrânei prințese și a atacat Rozłogi, intenționând să o răpească pe Helena. Ea a reușit să scape, dar restul familiei a fost ucis și dwórul a fost ars de țărani. Când Skrzetuski și-a recâștigat libertatea, s-a îndreptat spre Rozłogi, dar a găsit acolo doar ruine. S-a întristat, crezând că Helena era moartă. A fost găsit apoi în Rozłogi de către prietenii săi.
Skrzetuski s-a întors în slujba lui Wiśniowiecki și l-a întâlnit curând pe Zagłoba, care i-a spus că Helena este în viață și în siguranță în fortăreața Bar. Skrzetuski plănuia să meargă acolo, dar a aflat că orașul a fost capturat de Bohun. Skrzetuski a pornit să o caute pe Helena, dar nu a găsit nicio urmă a ei. A primit doar vești că iubita lui a fost ucisă în mănăstirea de la Kiev (ceea ce nu era adevărat). După aceste vești, Skrzetuski s-a îmbolnăvit. Nu știa că Helena a fost găsită de Rzędzian⁠(d), Wołodyjowski și Zagłoba.
După ce și-a revenit, Skrzetuski s-a dus la Zbaraj, unde a luptat cu curaj în timpul asediului. După moartea lui Podbipięta, el a decis să se strecoare prin tabăra cazacilor și să meargă la Ioan Cazimir pentru a-l anunța că soldații din Zbaraj aveau nevoie de întăriri. A reușit să-și îndeplinească misiunea - regele a mers cu armata sa la Zbaraj și în curând a fost semnat Tratatul de la Zboriv.
În timpul recuperării, Skrzetuski a fost îngrijit de Rzędzian, care i-a spus că Helena este în viață. Fata a sosit curând și au plecat la Lviv să se căsătorească.
După ce s-a terminat răscoala lui Hmelnițki, Skrzetuski a locuit cu Helena și copiii lor în Burzec. Au avut 12 fii și cel puțin o fiică. Skrzetuski a apărut și în romanul Potopul și a fost menționat în Pan Wołodyjowski. În 1673 a luat parte la Bătălia de la Hotin din Principatul Moldovei.

## Descriere
Skrzetuski este descris ca un tânăr atrăgător, cu părul negru.
Era foarte tânăr, uscățiv și negricios, bine clădit, cu fața prelungă și nasul mare vulturesc. În ochi i se citea curajul și semeția, dar expresia feței era aceea a unui om cinstit. O mustață destul de bogată și barba nerasă de multă vreme îi dădeau un aer de seriozitate nepotrivită cu vârsta lui.